# Berthold Bocsanyi
Berthold Bocsanyi (* 13. August 1973 in Ulm) ist ein deutscher ehemaliger Basketballspieler.

## Laufbahn
Der zwei Meter lange Flügel- und Innenspieler gab im Hemd des SSV Ulm seinen Einstand in der Basketball-Bundesliga, im Spieljahr 1993/94 kam er auch zu Einsätzen im Europapokal. In Ulm spielte er bis 1995.
Er wechselte zum USC Freiburg, mit dem er 1997 von der 2. Basketball-Bundesliga in die erste Liga aufstieg. Er spielte mit Freiburg 1997/98 und 1998/99 in der Bundesliga. In den Spielzeiten 1999/2000, 2000/01 und 2003/04 stand er in Diensten des Zweitligavereins Falke Nürnberg. Zwischenzeitlich verstärkte er den TSV Ansbach, ebenfalls in der zweiten Liga, dann in der 1. Regionalliga.